# Sonate K. 315
La sonate K. 315 (F.263/L.235) en sol mineur est une œuvre pour clavier du compositeur italien Domenico Scarlatti.

## Présentation
La sonate en sol mineur K. 315, notée Allegro, forme une paire avec la sonate précédente en majeur. La K. 315 reprend l'imitation d'un motif de six notes énoncé dès l'ouverture. À la fin de chaque section, avant la reprise, Scarlatti brise en rythme par une hémiole à 
 (voir aussi K. 419), au thème insistant, réduite à deux mesures dans la seconde section.

## Manuscrits
Le manuscrit principal est le numéro 20 du volume VI de Venise (1753), copié pour Maria Barbara ; les autres sont Parme VIII 14, Münster V 6, Vienne A 12 et le numéro 15 du manuscrit Ayerbe de Madrid (E-Mc, ms. 3-1408).

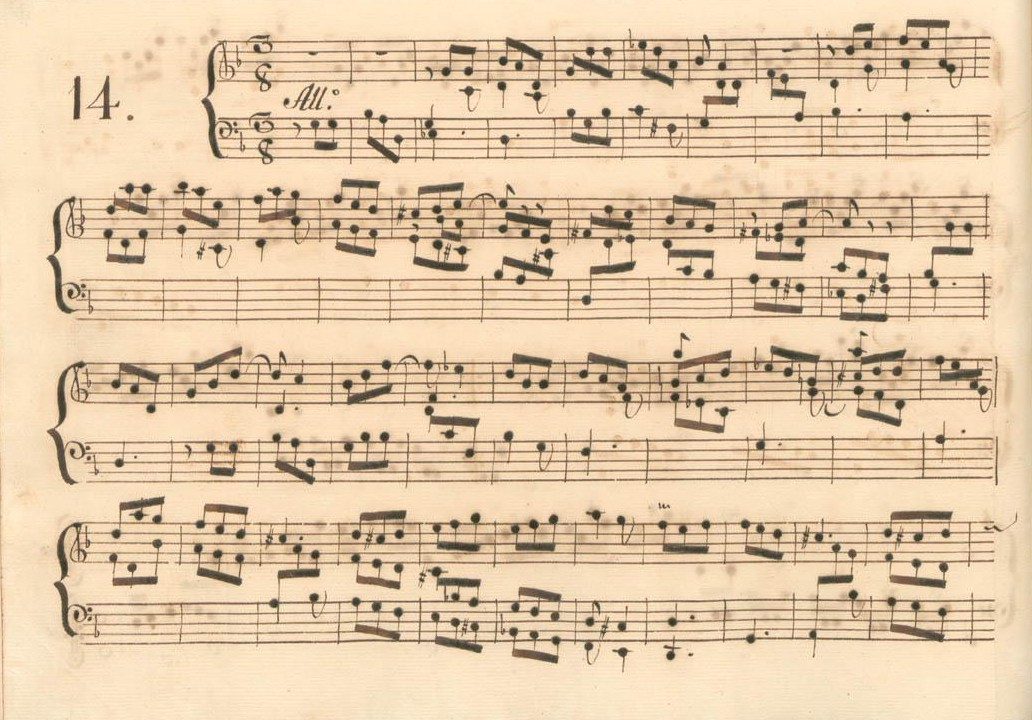
Parme VIII 14.
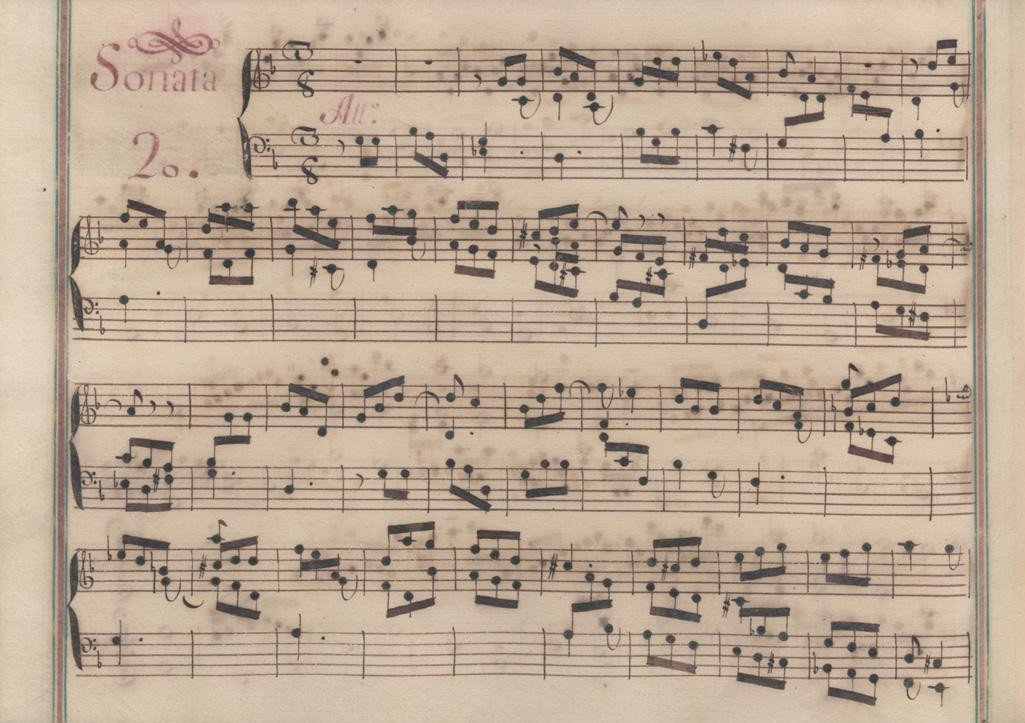
Venise VI 20.
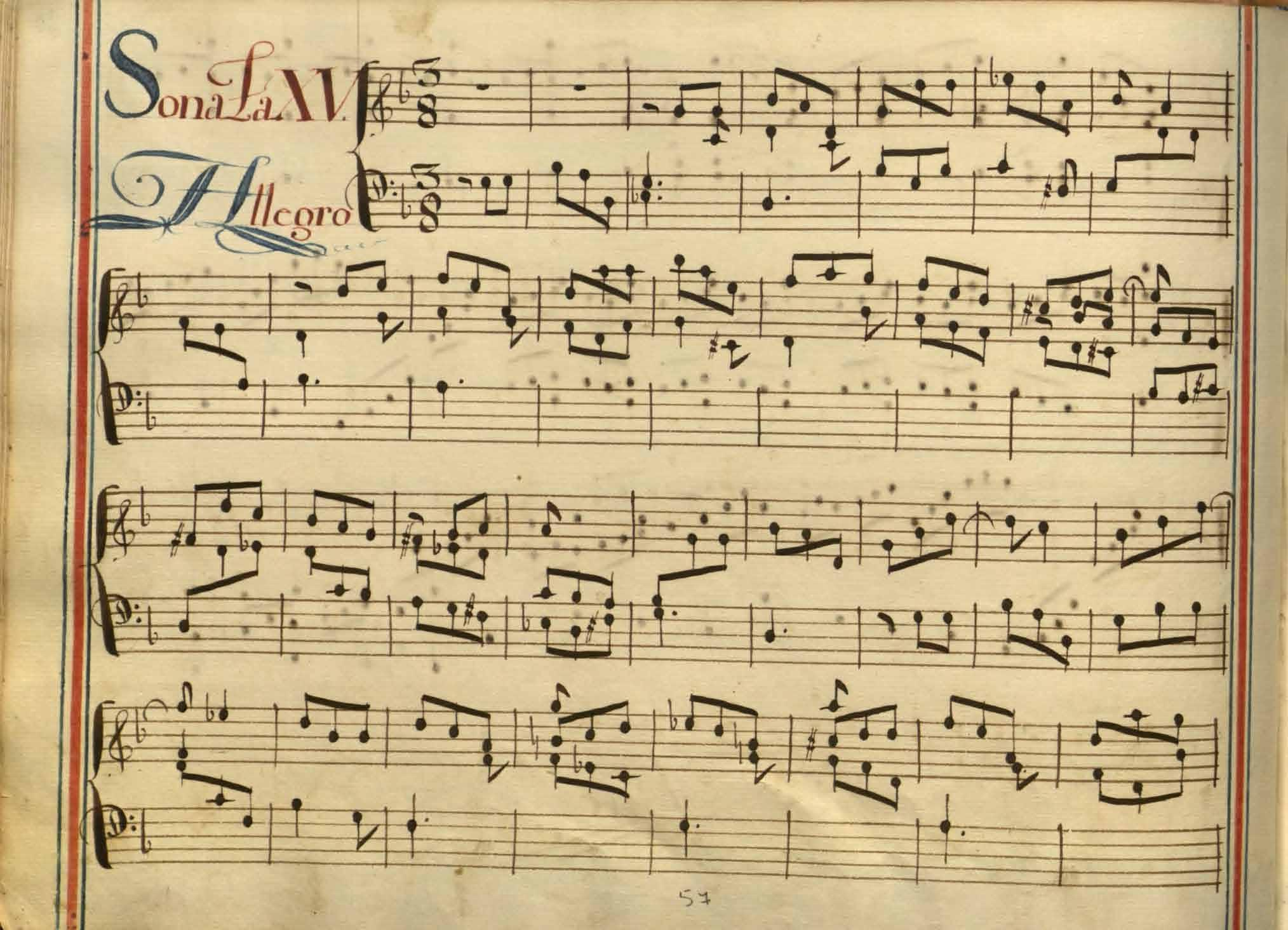
Madrid, 15.

## Interprètes
La sonate K. 315 est peu enregistrée mais défendue au piano par Christian Zacharias (1995, EMI) et Carlo Grante (2009, Music & Arts vol. 1) ; au clavecin — outre Scott Ross (Erato, 1985) — elle est jouée par Colin Tilney (1987, Dorian/Sono Luminus), Pieter-Jan Belder (Brilliant Classics) et Richard Lester (2003, Nimbus, vol. 3).

### Sources
: document utilisé comme source pour la rédaction de cet article.
- Ralph Kirkpatrick (trad. de l'anglais par Dennis Collins), Domenico Scarlatti, Paris, Lattès, coll. « Musique et Musiciens », 1982 (1re éd. 1953 (en)), 493 p. (OCLC 954954205, BNF 34689181).
- Alain de Chambure, « Domenico Scarlatti : Intégrale des sonates — Scott Ross », p. 192, Erato (2564-62092-2), 1985 (OCLC 891183737) ..
- (es) Laura Cuervo Calvo, « El manuscrito Ayerbe : una fuente española de las sonatas de Domenico Scarlatti de mediados del siglo XVIII », Ad Parnassum, Ut Orpheus Edizioni, vol. 13, no 25,‎ avril 2015, p. 1–26 (ISSN 1722-3954, OCLC 1006521868, lire en ligne).